# Alcides Peña
Alcides Peña (Santa Cruz de la Sierra, 14 gennaio 1989) è un calciatore boliviano, attaccante dell'Oriente Petrolero e della Nazionale boliviana.